# روبرت هندرسون (سياسي كندي)
روبرت هندرسون هو سياسي كندي، ولد في 1953 في كندا. حزبياً، نشط في الحزب الليبرالي في جزيرة الأمير إدوارد ‏. وقد انتخب عضو الجمعية التشريعية لجزيرة الأمير إدوارد ‏ عن دائرة O'Leary-Inverness ‏ خلال فترته النيابية ‏.